# Краватка

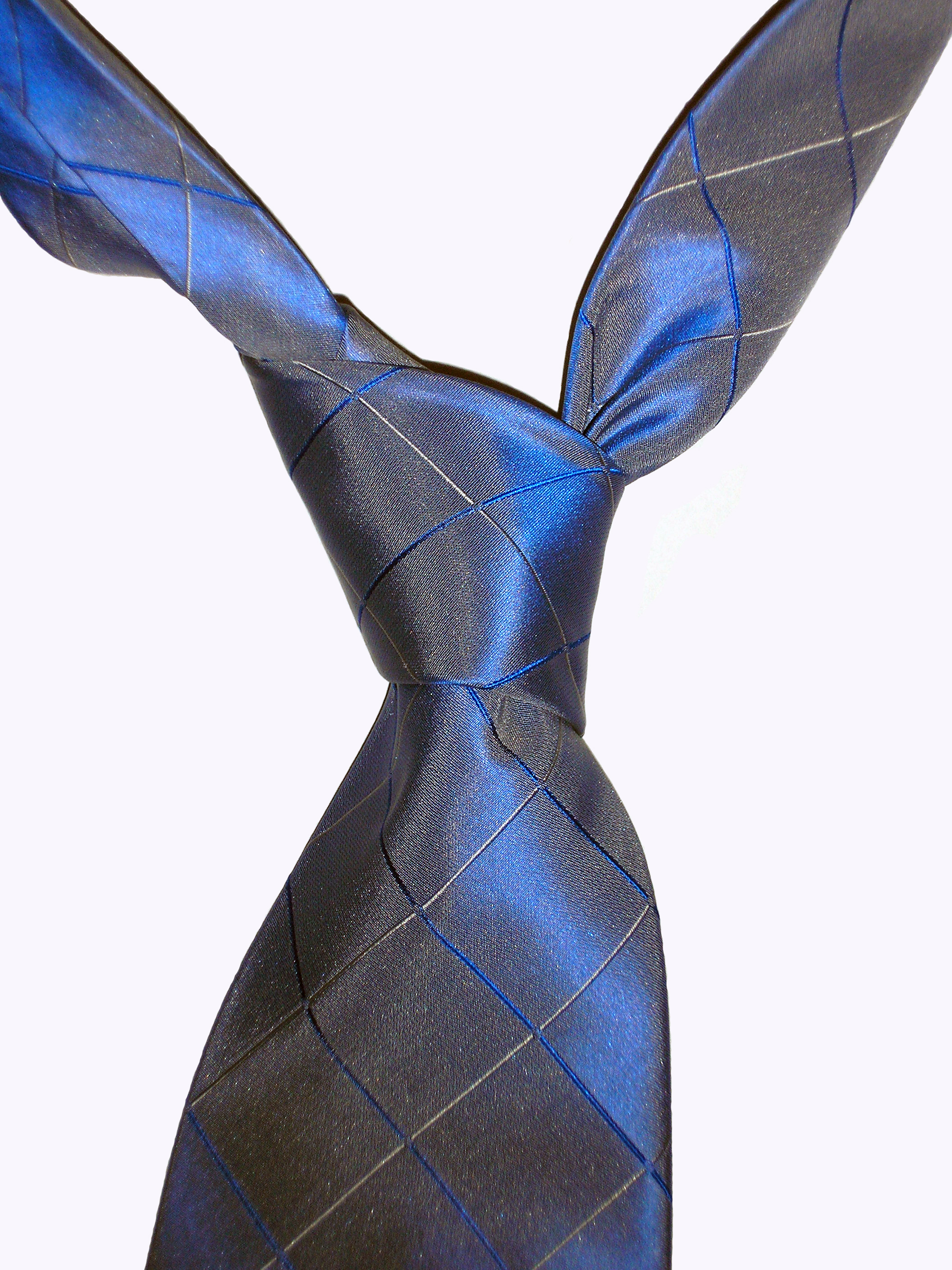
вузол для зав'язування краватки

Крава́тка (від італ. cravatta або фр. cravate; можливо, за посередництва пол. krawat), рідше галстух/га́лстук (від нім. Halstuch — «шийна хустка») — смужка тканини, зав'язана навколо шиї. Використовується як прикраса, аксесуар одягу, зокрема обов'язковий атрибут ділового костюма.

## Походження краватки

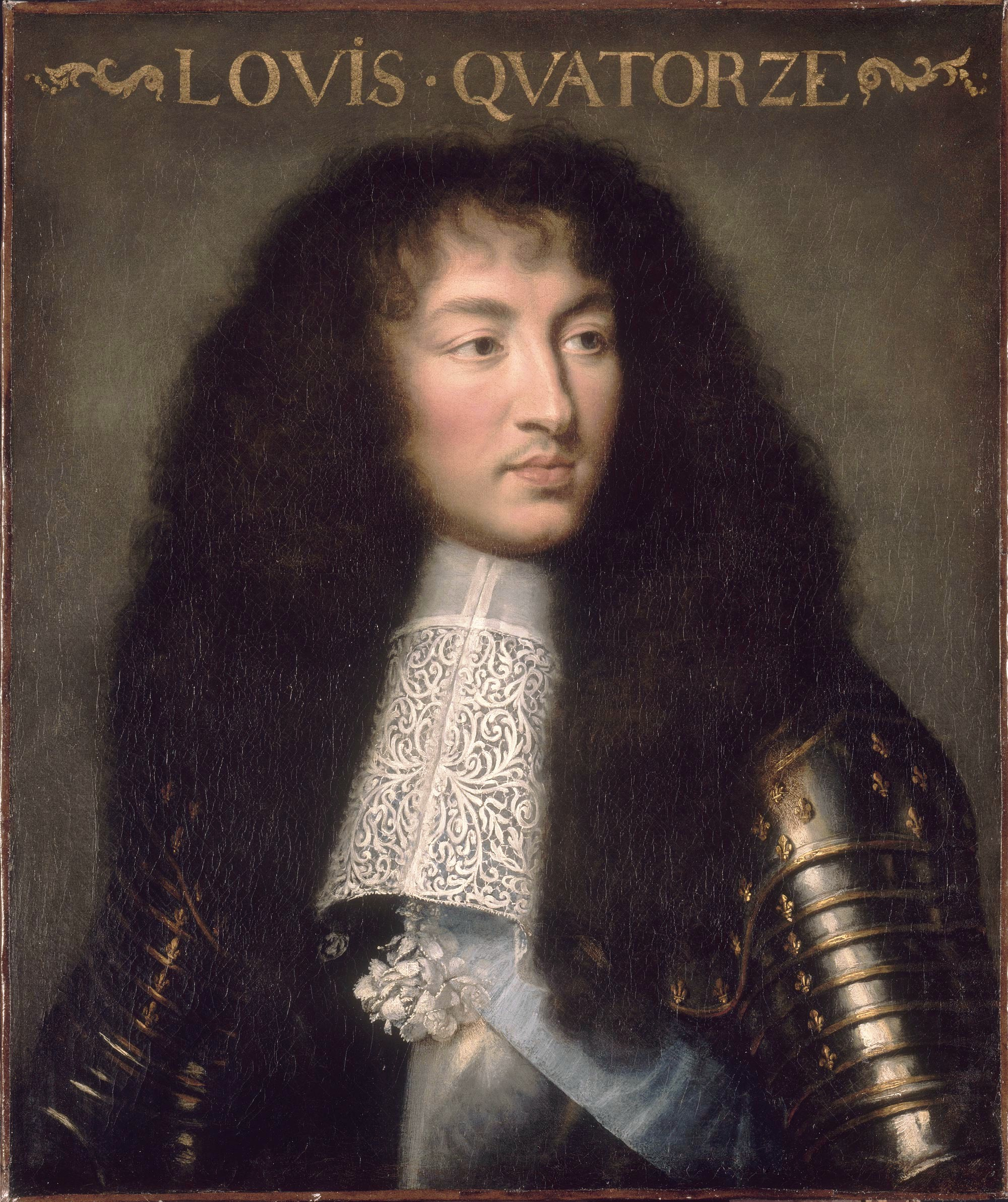
Король Сонце, краватка з мереживом, 1661 рік.

### Перші згадки у Стародавньому світі
Першу згадку про краватки можна знайти в історії Стародавнього Єгипту, де шматок правильної геометричної форми, накинутий на плечі, правив за своєрідний символ соціального статусу його власника. Також, одними з перших краватки носили стародавні китайці. Про це, зокрема, свідчать кам'яні статуї біля усипальниці імператора Цінь Шихуанді — на шиях вельмож і воїнів пов'язані пов'язки, що нагадують за формою сучасні краватки. Однак ті пов'язки були дуже далекі від сучасних краваток, як за способом носіння, так і формою, й були позбавлені головного атрибуту сучасної краватки — вузла.
Поява в Стародавньому Римі шийних хусток ознаменувало початок епохи краваток в сучасному розумінні цього слова, але й вони були тільки передвісниками сучасник краваток.

### Хорватія— батьківщина краватки
Появою та закріпленням у світовій моді цього символу чоловічого гардероба заведено вважати 1635 рік. Після перемоги над яничарами турецького султана хорватські воїни були запрошені до двору французького короля Людовика XIV в нагороду за виявлені на полі бою мужність та звитягу. 
Найстарше зображення людини у хорватській шийній хустці-краватці — портрет великого хорватського поета Івана Гундулича, написаний у Дубровнику 1622 року.
Офіцери та вояки хорватської армії здавна носили строкаті шовкові шийні хустини. Людовик XIV, відомий своєю любов'ю до речей і одягу, дуже сильно вподобав новий предмет гардеробу, й, не втримавшись, теж пов'язав собі на шию щось подібне, відтак ставши першим законодавцем моди краватки у Франції, а отже, й в усій Європі. Звідси, й одна з версій походження фр. cravatte («краватка»), що поширилось у всій Європі, — від à la croate (а-ля-кроат, «по-хорватськи, на хорватський манір»).
Вже у сучасній Хорватії факт винайдення її земляками краватки вважається абсолютно доведеним, — він, як предмет гордощів, підтримується національною історографією («Хорватія — батьківщина краватки»), він же використовується як бренд у промоакціях, рекламі, туристичній галузі тощо.

### Згадки у новітній історії, ділова краватка
Без наступного поширення моди на носіння краваток в Англії, ймовірно, вони не набули б того значення, яке мають у сучасній культурі, зокрема у діловій сфері. У Англії носіння краваток було запроваджено як високе мистецтво, воно вважалося ознакою джентльменства. Джентльменові пропонувалося на вибір до сотні різних способів зав'язування краваток. Вважалося також, що найсерйознішою образою, здатною завдати шкоди честі й репутації чоловіка, могло стати глузливе висловлювання з приводу його краватки.
1827 року відомий письменник Оноре де Бальзак написав книгу під назвою «Мистецтво носіння краватки», в якій описав естетичну потребу пов'язувати краватку, а також численні способи, модні на той час, зав'язування краваток. Так, краватка «по-байронівськи» була широко зав'язаною, такою, щоб хустина не стискала горло. Так звана «трагічна» краватка чорного кольору була ознакою траурного і форменого одягу. Краватку «Вальтер Скотт» шили з картатої тканини. А білі краватки призначалася для парадного одягу на бали, урочисті події, звані вечері та обіди; її належало носити з фраком або смокінгом, але в жодному разі не з піджаком. За часів Бальзака краватки були шовкові, вовняні, атласні з візерунками, часто з шитвом і додатковими прикрасами.

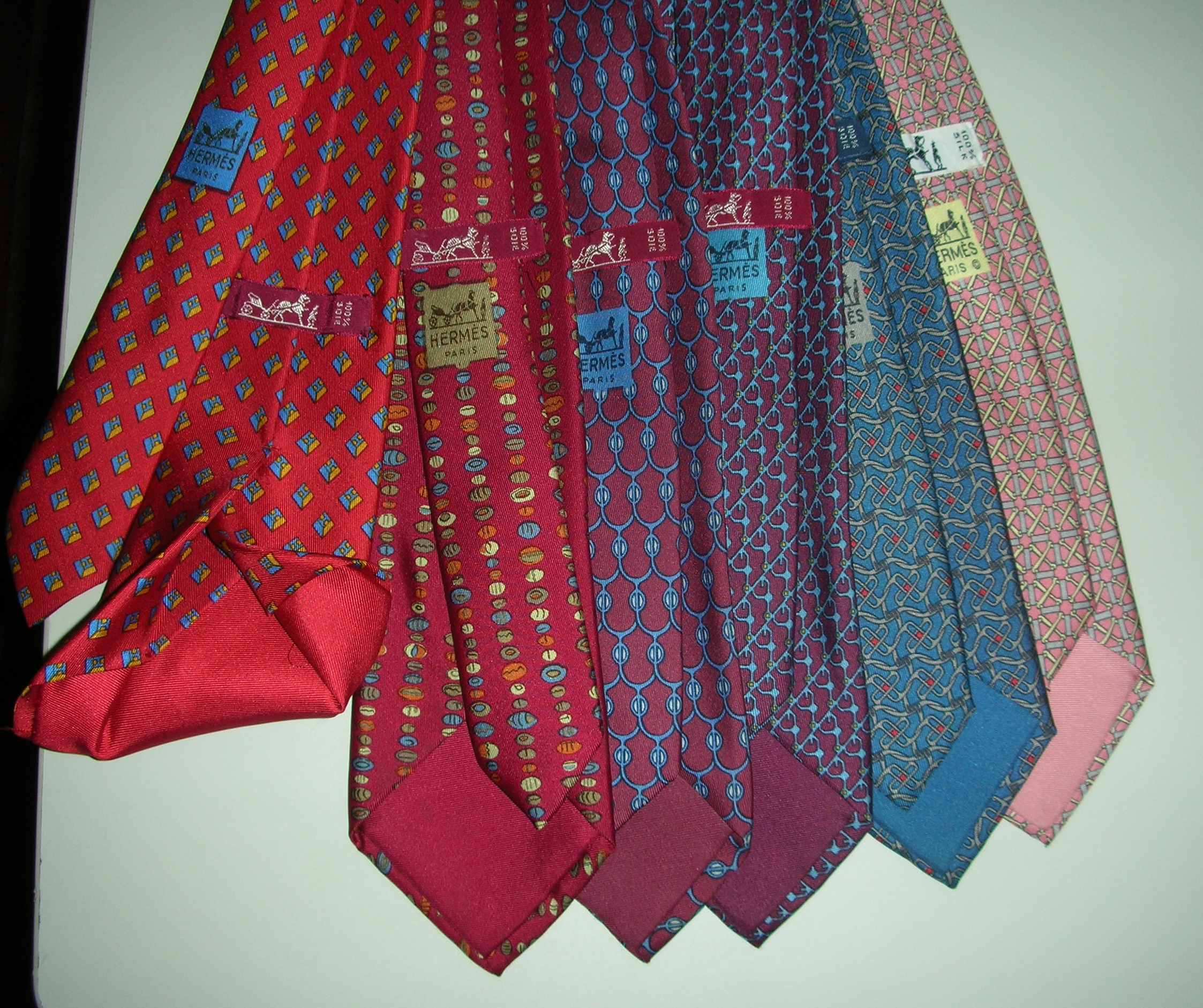
Нижні частини краваток

1924 року вже у Новому світі всім варіаціям шийних хусток і шарфів, особливо розкішних форм, було дано відкоша — американський підприємець Джесі Лангсдорф запатентував свою «ідеальну краватку». Така краватка шилася, і шиється, власне, дотепер, з трьох частин, скроєних навскіс. Результатом цього патенту стало повсюдне витіснення поперечних краваток, та загальна стандартизація довгих краваток в смужку і картку. Са́ме ці малюнки стали основою для англійських клубних і коледж-краваток, що в такий простий спосіб надають можливість їхнім власникам чітко заявити про свою приналежність.

### Сучасність
Наприкінці 1990-х років двоє дослідників — Томас Фінк і Йонг Мао, співробітники Кавендішської лабораторії Кембриджського університету за допомогою математичного моделювання дійшли висновку, що використовуючи лише 9 рухів при зав'язуванні краватки, можна виконати цю процедуру 85-ма різними способами. Відповідно, існують щонайменше 85 способів пов'язування краватки.

## Способи зав'язування вузла
Найчастіше краватку зав'язують всякий раз під час надягання костюму, такі краватки іноді зовуть «самов'язами». За всю історію існування краватки з'явилося приблизно вісімдесяти п'яти способів зав'язування вузла. Способів зав'язування, — від найпростіших, для навчання, до найскладніших елегантних вузлів. Принаймні тринадцять із них, своїм виглядом відповідають загальноприйнятим естетичним вимогам. При цьому середньостатистичний чоловік, який носить краватки, користується двома-трьома способами. Зазвичай це так званий четветинний та віндзорський. Найпоширеніші і нескладні способи зав'язування краваток — вузол «чотири в руці», «Віндзор», «напіввіндзор», «Претт», «Крістенсен».
1. Простий вільний вузол або вузол «чотири в руці» (англ. Four-in-hand) — це найпростіший вузол. Перекладається його назва з англійської мови як «чотири в руці». Назвали його так на честь англійського чоловічого клубу, що існував трохи менше двох століть тому. Члени цього клубу, загалом, і є «винахідниками» цього вузла.
2. Віндзор (Windsor). Винахідником цього вузла помилково вважають герцога Віндзорського, однак він не тільки не має до нього ніякого відношення, але і навіть ніколи його не носив. І хто автор цього вузла — залишається невідомим. Віндзор — широкий і тугий вузол. Більш того, він вважається класичним вузлом, попри те, що виконується дещо складно і не кожному вдається відразу запам'ятати всю послідовність простих, на перший погляд, дій.
3. Напіввіндзор (Half-Windsor) — вузол, який вважають універсальним. На відміну від більшості вузлів краваток, він підійде для краваток будь-якої ширини і щільності, а також до будь-якої сорочки. Звичайно ж, в ідеалі він, як і класичний Віндзор, краще над усе підходить для комірця з розведеними кутами.
4. Претт, зазвичай Пратт (Pratt) — вузол, що вважається найпростішим зі всіх. Найбільше підходить для вузького комірця.
5. Крістенсен (Christensen) — ідеально підходить для високих (4-4,5 см) комірців сорочок. Він має гарний вигляд на кашемірових або шерстяних краватках зимових колекцій[5].

Існують краватки з уже готовим фабричним вузлом, споряджені гумкою з гапликом для кріпління на комірі. Така краватка відома під назвою «регат» — його винахідником вважають одного яхтсмена, який для заощадження часу розрізав краватку позаду і пришив до неї ґудзик. Зараз регат носить переважно тільки обслужний персонал — клерки, охоронці, швейцари, офіціанти, а також поліціянти. З діловим костюмом його надягати не прийнято.

## Аксесуари для краватки
- Затискач для краватки (англ. tie bar, tie clip) — пристосування для кріплення краватки до передньої частини сорочки; увійшов в моду в 1920-ті та залишається популярним і нині.
- Шпилька для коміра (англ. collar pin) — велика англійська шпилька, за допомогою якої кінці коміра сколюються під краваткою; були дуже популярні в 1930-ті роки.
- Планка для коміра (англ. collar bar) — аналог шпильки для коміра, відрізняється тим, що не псує тканину проколами; вважається застарілим аксесуаром.
- Шпилька для краватки (англ. tie pin, tie tack) — спочатку аксесуар для кріплення краватки або шийної хустки до одягу або фіксації вузла; нині використовується як прикраса.
- Ланцюжок для краватки (англ. tie chain) — аналог затискача для краватки, задня планка з отвором чіпляється за ґудзик сорочки, а кінці краватки пропускаються між планкою і ланцюжком.

## Види краваток
- Аскот
- Пластрон
- Краватка-метелик
- Боло — краватка у вигляді тонкого шкіряного шнура
- Регат — краватка з готовим вузлом і зав'язками або гумками з гапликами